# Florian Bartmiński
Florian Bartmiński (ur. 29 kwietnia 1947 w Kruhelu Małym, zm. 15 czerwca 2022 w Lublinie) – doktor nauk humanistycznych z zakresu pedagogiki, pedagog, działacz opozycji solidarnościowej.

## Życiorys
Urodził się jako syn Mieczysława i Franciszki z domu Zając, a zarazem brat Stanisława, Mariana, Jerzego, Marii i Jana.
W latach 1964–1969 studiował na Uniwersytecie Marii Curie-Skłodowskiej w Lublinie, gdzie później doktoryzował się w 1978 roku.
Pracownik Zakładu Dydaktyki Wydziału Pedagogiki i Psychologii UMCS w Lublinie. Od 1 września 1981 do 21 maja 1982 prodziekan tego Wydziału. Wykładowca akademicki w Lublinie, Radomiu i Jarosławiu.
Aktywista Solidarności UMCS w Lublinie.
Współorganizator podziemnych rekolekcji pod nazwą „Wakacje z Bogiem” w latach 1982–89.
Autor i współautor kilku publikacji związanych z zagadnieniami matematycznymi i pedagogiką, m.in.:
- Skuteczność nauczania początkowego w Polsce 1976–1990, pod redakcja Marii Cackowskiej.

## Odznaczenia
- Złoty Krzyż Zasługi,
- Medal Komisji Edukacji Narodowej